# 스테파니 본 페튼
스테퍼니 본페튼(Stefanie von Pfetten, 1973년 11월 25일 ~ )은 캐나다의 배우이다.
밴쿠버에서 태어났다.

## 출연 작품
- 웰컴 투 마웬 (2018년)
- 호숫가 살인사건: 톤우드 미스터리 (2017년) - 제니퍼 라일리 역
- 얼라이브 (2015, Numb) - 돈 역
- 뮤턴트 둠스데이 (2011, Seeds of Destruction) - 조슬린 역
- 크랙트 (2011년) - 다니엘라 역
- 킬링 머신 (2010)
- 퍼시 잭슨과 번개 도둑 (2010)
- 투 레이트 투 세이 굿바이 (2009년)
- 플러팅 위드 포티 (2008년) - 니콜 역
- 수퍼 스톰 - 인류 멸망 (2008년)
- 배틀스타 갤럭티카: 레이저 (2007, Battlestar Galactica: Razor)
- Christmas Caper (2007)
- 원 웨이 (2007년) - 주디 버크 역
- 타임 트랙 (2007년) - 클레어 스미스 역
- 제니퍼 러브 휴잇의 컨페션 (2005, Confessions of a Sociopathic Social Climber) - 도브 그린스타인 역
- 위트와 슬라이 2 (2004년)
- 디코이스 (2004)
- A Date with Darkness: The Trial and Capture of Andrew Luster (2003) - 테리 역
- The Invitation (2003)
- 40 데이즈 40 나이트 (2002년)
- 트랩트 (2001, Trapped)
- 나의 다섯 아내 (2000년)

### 텔레비전
- 환상특급 (2002)
- CSI: 마이애미 (2004)
- 안드로메다 (2004)
- 엘 워드 (2005)
- 유레카 (2007)
- Dragon Boys (2007, 龍在他鄉)
- NCIS (2009) - 세라 코비 역
- 높은 성의 사나이 (2015-16)
- 호프 밸리 (2023)